# Tour de l'Algarve 1986
Navigation
1985 1987
Le 12e Tour de l'Algarve a lieu du 30 avril au 4 mai 1986, dans cette région la plus méridionale du Portugal continental.

## Généralité
La vitesse moyenne de ce tour est de plusieurs dizaines de km/h[Combien ?].

### Classement principal
| \| 1. Manuel Cunha, \| en 20 h 31 min 02 s \| \| \| \| 2. Marco Chagas, \| à 5 s \| \| \| \| 3. António Pinto[1], \| à 1 min 16 s \| \| \| \| 4. Malcolm Elliott, \| à 1 min 57 s \| \| \| \| 5. José Xavier, \| à 2 min 21 s \| \| \| \| 6. Fernando Carvalho (pt), \| à [Combien ?] de min, sec \| \| \| \| 7. Eduardo Correia, \| à [Combien ?] de min, sec \| \| \| \| 8. João Santos, \| à [Combien ?] de min, sec \| \| \| \| 9. Jacinto Paulinho, \| à [Combien ?] de min, sec \| \| \| |                           |  |  |
| 1. Manuel Cunha, | en 20 h 31 min 02 s       |  |  |
| 2. Marco Chagas, | à 5 s                     |  |  |
| 3. António Pinto, | à 1 min 16 s              |  |  |
| 4. Malcolm Elliott, | à 1 min 57 s              |  |  |
| 5. José Xavier, | à 2 min 21 s              |  |  |
| 6. Fernando Carvalho (pt), | à [Combien ?] de min, sec |  |  |
| 7. Eduardo Correia, | à [Combien ?] de min, sec |  |  |
| 8. João Santos, | à [Combien ?] de min, sec |  |  |
| 9. Jacinto Paulinho, | à [Combien ?] de min, sec |  |  |

## Les étapes
| Étape     | Villes étapes  | Km          | Vainqueur d'étape        | Deuxième d'étape         | Troisième d'étape | Durée de l'étape                 | Vitesse moyenne du vainqueur en km/h | Leader du classement général |
| 1re étape | [Lesquelles ?] | 173         | Carlos Santos,           | Alexandre Ruas (de),     | Manuel Cunha,     | en heure(s), minutes, secondes ? | [Combien ?]                          | Carlos Santos,               |
| 2e étape  | [Lesquelles ?] | 103         | António Apolo,           | Vitor Rodrigues,         | Malcolm Elliott,  | 2 h 36 min 31 s                  | [Combien ?]                          | [Qui ?]                      |
| 3e étape  | [Lesquelles ?] | 118         | Joaquim Salgado,         | António Alves,           | Carlos Santos,    | 3 h 05 min 01 s                  | [Combien ?]                          | [Qui ?]                      |
| 4e étape  | [Lesquelles ?] | 123         | Carlos Pereira,          | Joey McLoughlin,         | Marco Chagas,     | 3 h 47 min 47 s                  | [Combien ?]                          | [Qui ?]                      |
| 5e étape  | [Lesquelles ?] | [Combien ?] | Joey McLoughlin,         | Marco Chagas,            | Manuel Cunha,     | 1 h 07 min 38 s                  | [Combien ?]                          | [Qui ?]                      |
| 6e étape  | [Lesquelles ?] | [Combien ?] | Joey McLoughlin,         | Fernando Fernandes (de), | Constâncio Reis,  | [Combien ?]d'h, min, s           | [Combien ?]                          | Joey McLoughlin,             |
| 7e étape  | [Lesquelles ?] | [Combien ?] | Fernando Fernandes (de), | Benjamin Carvalho,       | Malcolm Elliott,  | 4 h 53 min 19 s                  | [Combien ?]                          | Manuel Cunha,                |

## Classements annexes
| Classement par points             | Manuel Cunha, Portugal              |
| Classement du meilleur grimpeur   | Carlos Moreira, Portugal            |
| Classement de la meilleure équipe | Sporting-Laranjina C (pt), Portugal |

## Liste des équipes
| Lousa-Trinaranjus-Akai | Sporting-Laranjina C  | ANC-Halfords |
|                        |                       |              |
| Sicasal-Torreense      | Garcia-Joalheiro      | Boavista     |
|                        |                       |              |
| Ajacto-Morphy Richards | Tavira-Stand Custódio |              |
|                        |                       |              |
|                        |                       |              |